# I Almost Told You That I Loved You
I Almost Told You That I Loved You – trzeci singel promujący piąty studyjny album zespołu Papa Roach pt. Metamorphosis.

## Lista utworów
1. "I Almost Told You That I Loved You (Clean Version)" − 3:14
2. "I Almost Told You That I Loved You (Album Version)" − 3:14

## Pozycje na listach przebojów
| Notowanie (2009)                          | Najwyższa pozycja |
| ----------------------------------------- | ----------------- |
| U.S. Billboard Hot Modern Rock Tracks     | 35                |
| U.S. Billboard Hot Mainstream Rock Tracks | 20                |
| U.S. Billboard Rock Songs                 | 32                |